# (24827) Maryphil
(24827) Maryphil est un astéroïde de la ceinture principale.

## Description
(24827) Maryphil est un astéroïde de la ceinture principale. Il fut découvert le 2 septembre 1995 à Catalina Station par Timothy B. Spahr. Il présente une orbite caractérisée par un demi-grand axe de 2,35 UA, une excentricité de 0,23 et une inclinaison de 22,9° par rapport à l'écliptique.

## Compléments